# سوجاريني فيفشارافانجس
سوجاريني فيفشارافانجس (بالتايلندية: สุจาริณี วิวัชรวงศ์)‏‏ (26 مايو 1962 في بانكوك - ) ممثلة من تايلاند.

## روابط خارجية
- سوجاريني فيفشارافانجس على موقع IMDb (الإنجليزية)